# Pulau Setokok
Pulau Setokok is een bestuurslaag in het regentschap Batam van de provincie Riau-archipel, Indonesië. Pulau Setokok telt 2374 inwoners (volkstelling 2010).